# Mladen Milovanović
Pour les articles homonymes, voir Milovanović.
Mladen Milovanović (en serbe cyrillique Младен Миловановић ; né à Botunje près de Kragujevac vers 1760 et mort à Oko près de Zlatibor en 1823) était un homme politique serbe. 

## Biographie
Avant la première révolte serbe contre les Turcs, qui commença en 1804, Mladen Milovanović était un simple marchand, comme Karageorges ou Miloš Obrenović qui jouèrent un rôle important dans l'histoire de la Serbie. Par la suite, il devient l'un des chefs de la rébellion et un collaborateur de Karageorges, le principal dirigeant de la révolte, sur lequel il exerçait, dit-on, une forte influence. 
Certains historiens lui attribuent la responsabilité de la défaite de l'armée serbe de l'Est contre les Turcs en 1809. 
De janvier 1807 à 1810, il est le président du Conseil d'administration qui dirige la Serbie.
Il a aussi contribué à l'échec général de la révolte, en décidant de modifier les plans qui avaient été préparés contre les Turcs. 
En 1813, après la victoire des Turcs et la reprise en main de la Serbie par la Sublime Porte, il prend le chemin de l'exil. En 1814, on le retrouve à Khotin en Moldavie où il reste jusqu'en 1821.
En 1823, il est assassiné près de Zlatibor, à Oko, sur la route du Monténégro où il voulait finir ses jours. Cet assassinat a sans doute été commandité par le Prince Miloš Obrenović qui désirait se débarrasser de lui.